# 전자 설계 자동화
전자 설계 자동화(Electronic Design Automation, 이하 EDA)는 인쇄 회로 기판부터 내장 회로까지 다양한 전자 장치를 설계 및 생산하는 수단의 일종이다. 이는 때로 전자 컴퓨터 활용 설계(Electronic Computer-Aided Design, ECAD)라고 불리기도 하며 Electronic이 생략된 채 CAD라고 불리기도 한다.
본 위키의 인쇄 회로 기판 항목과 와이어 래핑 항목에 각각에 적용되는 전자 설계 자동화에 대하여 기술되어 있다.

## 사전적 의미
EDA라는 말은 전자 공학 분야에서는 컴퓨터 활용 공학, 컴퓨터 활용 설계, 컴퓨터 활용 전자 기기 생산 등의 의미를 포함하고 있다. 용례는 IEEE 설계 자동화 기술 조합에서 정한다.
본 문서는 EDA를 전자 분야에, 특히 내장 회로 설계에 쓰이는 EDA에 한정하여 설명한다. EDA를 필요로 하는 산업 분야 가운데 대표적인 분야는 전자제품을 만드는 회사와 반도체 회사의 칩 설계 분야 등이다. 특히 회로가 복잡해지면서 사람의 손으로 회로 및 PCB 디자인 등의 작업을 하기에 역부족이기 때문에 컴퓨터를 이용한 디자인이 보편화되었다.

## 같이 보기
- 일렉트릭
- gEDA
- Fritzing